# Фриганеиды
Фриганеиды (лат. Phryganeidae) — семейство ручейников подотряда Integripalpia.

## Распространение
Голарктика и Юго-восточная Азия. В России 10 родов и около 30 видов.

## Описание
Крупного размера ручейники, яркоокрашенные крылья имеют размах до 80 мм, часто имеют пятна и полосы. Скапус усиков шаровидный, короткий. Нижнечелюстные щупики самок состоят из 4 члеников (у самцов — из пяти), первый из них короткий, а второй вдвое его длиннее. Число шпор на передних, средних и задних ногах равно 2,4 и 4 соответственно (в роде Agrypnetes — 1,2,2). Личинки живут на камнях и среди растительности на дне водоёмом разного типа. Домики в виде трубки из растительных частиц.

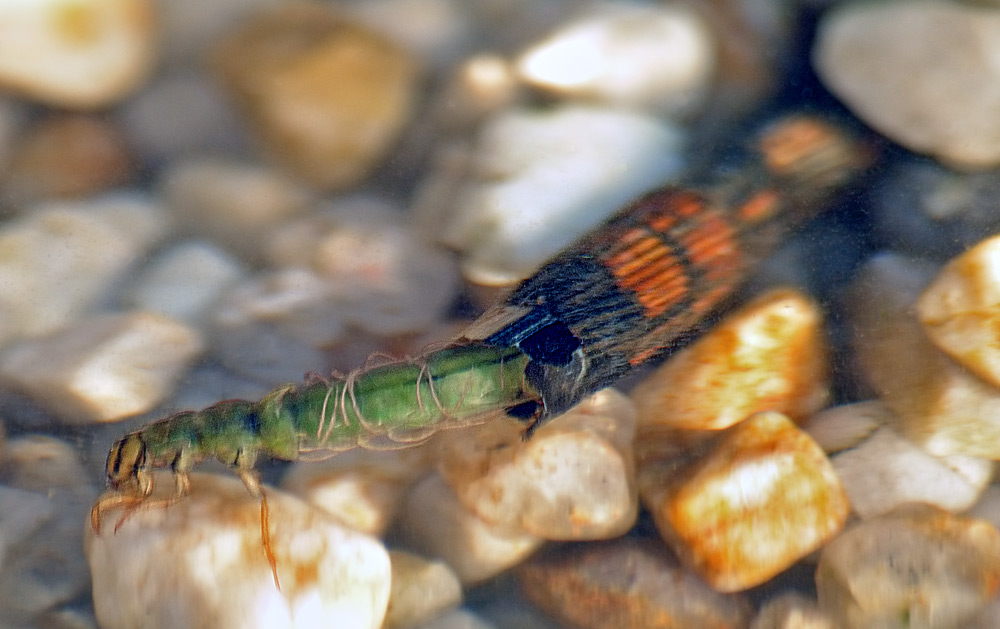
Личинка ручейника Phryganea grandis с домиком на дне ручья
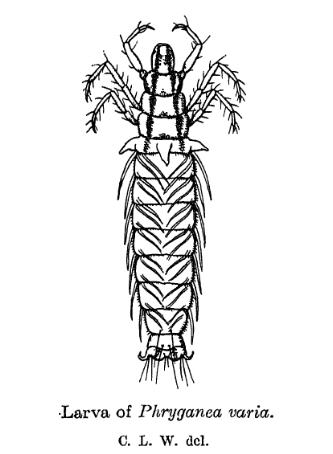
Личинка ручейника Phryganea varia

## Систематика
Около 70 видов, 3 подсемейства и около 20 родов, включая 4 ископаемых.
- †Amagupsychinae
  - Amagupsyche Cockerell, 1925
- Phryganeinae
  - Agrypnetes
  - Agrypnia
  - †Baissophryganoides
  - Banksiola
  - Beothukus
  - Eubasilissa
  - Fabria
  - Hagenella
  - †Limnopsyche
  - Neurocyta
  - †Ocnerites
  - Oligostomis
  - Oligotricha
  - Phryganea Linnaeus, 1758
  - Ptilostomis
  - Semblis
  - Trichostegia
- Yphriinae
  - Yphria Milne, 1934